# Voith
A Voith GmbH & Co. KGaA, sediada na Alemanha, é uma empresa familiar na engenharia mecânica com operações mundiais.
O Grupo Voith é liderado pela sede da Voith em Heidenheim, localizado no estado alemão de Baden-Württemberg. Aqui, a sede funciona como gestora de participações sociais, com um conselho executivo estabelecendo estratégias gerais de negócios, tomando responsabilidade global para as operações de grupo, e providenciando suporte para as empresas afiliadas do grupo.
A Voith GmbH tem quase 42 000 empregados no mundo, sendo 4 500 somente na fábrica de Heidenheim. No ano fiscal de 2011/2012, o grupo teve renda de € 5,7 bilhões.